# 中津屋村 (福岡県)
中津屋村（なかつやむら）は、福岡県朝倉郡にあった村。現在の朝倉郡筑前町の一部。

## 地理
砥上岳の南西麓、宝満川支流の山家川下流域に位置していた。

## 歴史

### 沿革
- 1889年（明治22年）4月1日 - 町村制の施行により、夜須郡二村、朝日村、中牟田村、石櫃村、松延村、砥上村、吹田村、赤坂村が合併して村制施行し、中津屋村が発足[1][2]。
- 1896年（明治29年）4月1日 - 郡の統合により朝倉郡に所属[1][3]。
- 1908年（明治41年）3月20日 - 朝倉郡三根村、安野村と合併し、夜須村を新設して廃止された[1][2]

### 地名の由来
『和名類聚抄』に記載の中屋郷にちなんだもの。

## 産業
米、麦を主とした農業。